# 営盤の美男

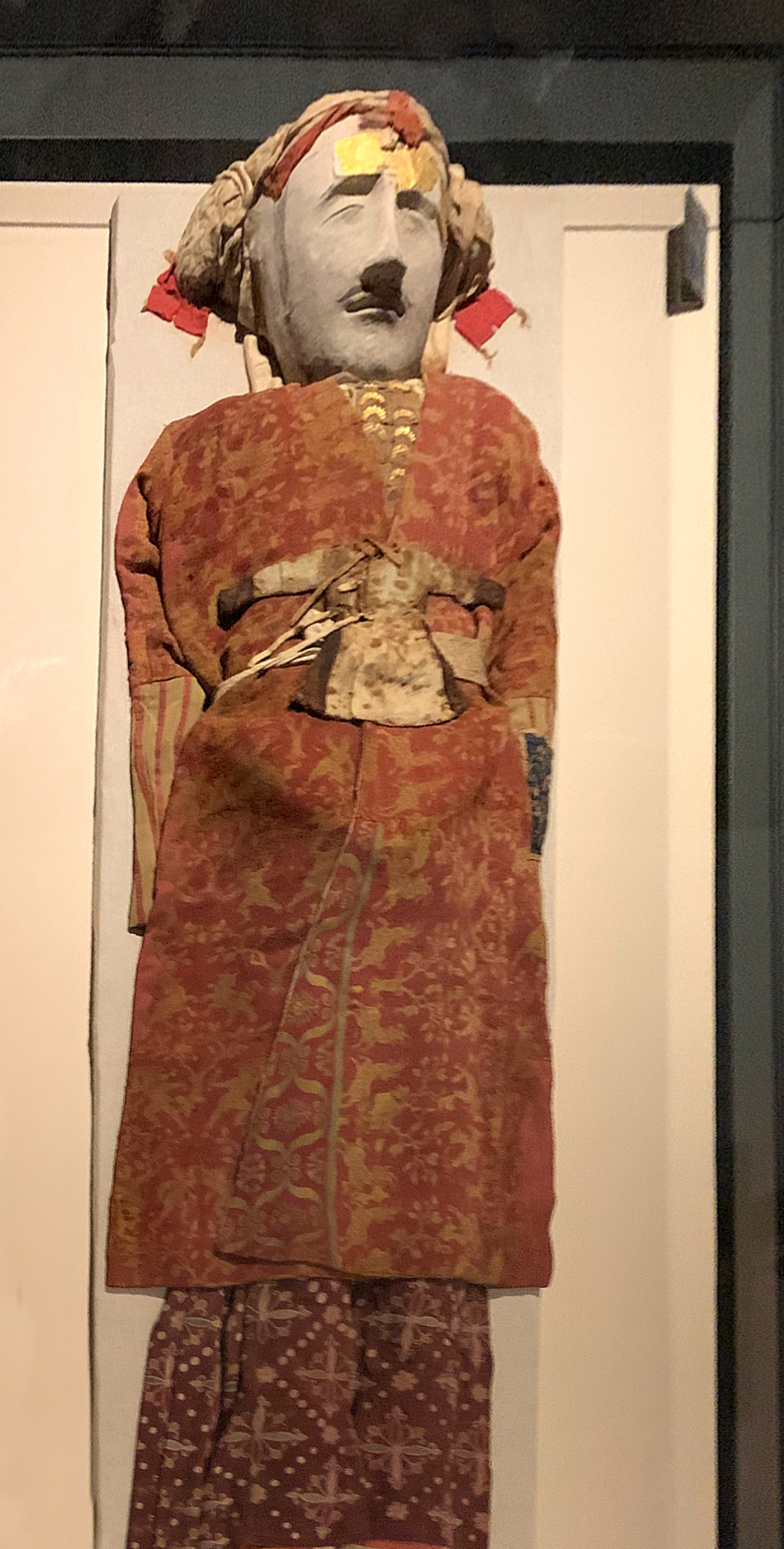
営盤の美男、新疆博物館所蔵

営盤の美男（えいばんのびなん、英語: Yingpan man）は、1995年にタリム盆地北東部の営盤墓地で発見された、西暦4世紀から5世紀頃の男性のミイラである。
非常に背が高く、身長198 cm（6フィート6インチ）、髪の色は茶色、年齢30歳前後であった。
ヘレニズム風のモチーフで飾られた豪華な衣服を身に着けていたことから、ソグド人であったか、おそらく近隣の鄯善王国（旧・楼蘭王国）のエリート層の人物であったと考えられる。
ミイラは現在、新疆ウイグル自治区博物館に所蔵されている。

## 写真

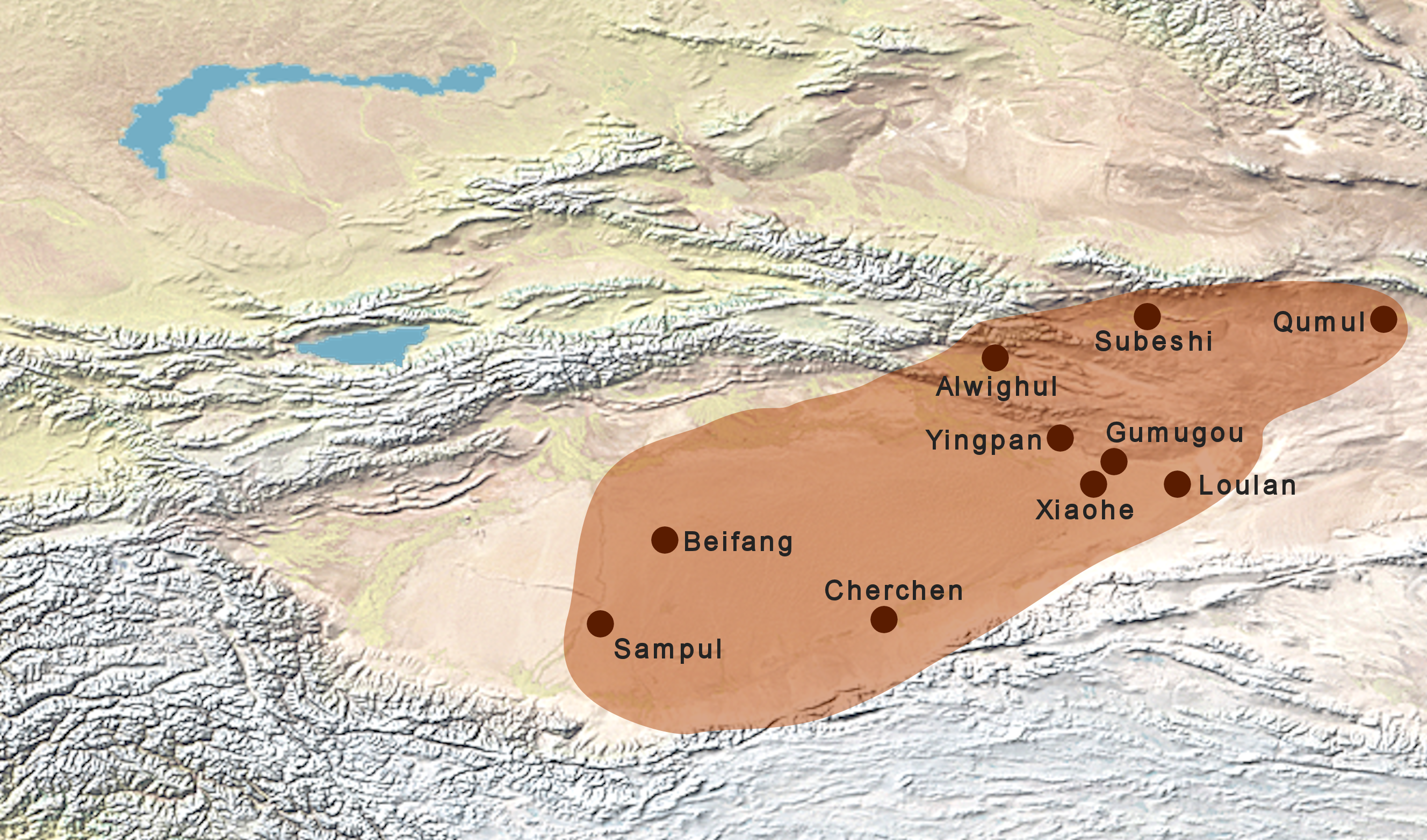
営盤墓地を含むタリム盆地のミイラ主要な埋葬地
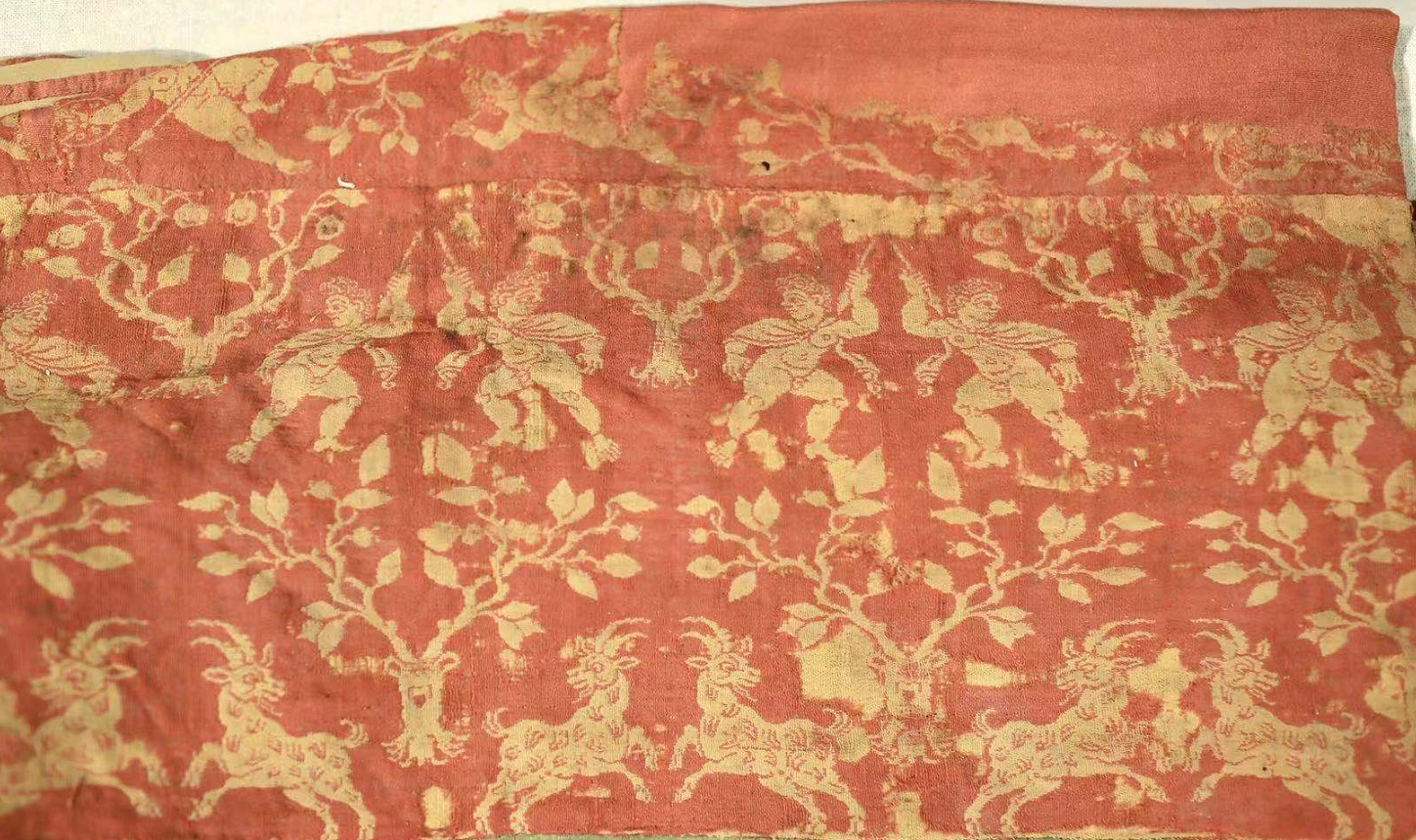
営盤の美男の衣服に見られるヘレニズム式の文様